# Station Camberley
Camberley is een spoorwegstation van National Rail in Camberley, Surrey Heath in Engeland. Het station is eigendom van Network Rail en wordt beheerd door South Western Railway. Het station is geopend in 1878.